# Джеррі Нільсен
Джеррі Нільсен (англ. Jerri Lin Nielsen, 1 березня 1952 — 23 червня 2009) — американська лікарка швидкої медичної допомоги. Єдина жінка, що зробила сама собі біопсію молочної залози, перебуваючи на антарктичній станції Амундсен-Скотт.

## Життєпис
Джеррі Нільсен народилась 1 березня 1952 року в місті Сейлем (штат Огайо). Була старшою дитиною і єдиною дочкою в родині Філа і Лорін Кехілл. Навчалась в університеті Огайо в місті Атенс, отримала диплом бакалавра. Потім навчалася в медичному коледжі в Толідо (штату Огайо), де отримала медичну ступінь. В університеті познайомилася з Джеєм Нільсеном, з яким одружилася. У родині було троє дітей (Джулія, Бен і Алекс). Розлучилися 1998 року. Працювала лікарем на швидкій допомозі.

## НаПівденному полюсі
1998 року Джеррі уклала річний контракт, почавши працювати лікарем науково-дослідної станції Амундсен-Скотт на Південному полюсі. Під час роботи виявила ущільнення в грудях. Вона провела консультації з допомогою електронної пошти і відеоконференцій і самостійно виконала 22 червня 1999 року біопсію на грудях. 22 липня Джеррі отримала звістку з Національного інституту раку в Вашингтоні, в якому був повідомлений діагноз — рак молочної залози. Станція Амундсен-Скотт знаходиться у глибині льодового материка, відрізана від світу, і допомогти Джеррі не міг ніхто. Вона сама проводила сеанси хіміотерапії.
Медикаменти, скинуті з літака, зменшили пухлину. В вересні 1999 року настало чергове погіршення. Було прийняте рішення про евакуацію лікарки. Літак «LC-130 Hercules» забрав Джеррі та іншого члена експедиції, який пошкодив стегно під час зимівлі.

## Боротьба з недугою
Джеррі, повернувшись до США, провела кілька операцій, включаючи мастектомію. Вона домоглась ремісії раку. 2001 року Джеррі Нільсен вийшла заміж за Тома Фітцджеральда. Джеррі Нільсен багато подорожувала світом, читала лекції, кілька разів побувала в Антарктиді.
Нільсен стала мотиваційним оратором, отримала кілька премій, 2001-го видання Irish America magazine назвало її американкою року. Джеррі їздила з мотиваційними промовами і лекціями по США, а також побувала в В'єтнамі, Австралії, Ірландії, Польщі і кілька разів приїжджала в Антарктику. 2005 року рак дав метастази в мозок, печінку, кістки. Нільсен займалась справами до березня 2009 року. Померла 23 червня 2009 року вдома в місті Саутуік штату Массачусетс.

## У культурі
- Джеррі Нільсен — авторка книги «Я буду жити».
- Ghostwriter Маріанна Воллерс (Maryanne Vollers) написала книгу «Ice Bound: A Doctor's Incredible Story of Survival at the South Pole», яка стала бестселером.
- Роль Джеррі Нільсен зіграла Сьюзен Сарандон у фільмі «У льодовиковому полоні» 2003 року